# José María Sert
José María Sert Badía (en catalán: Josep Maria Sert i Badia, Barcelona, 21 de diciembre de 1874 - Barcelona, 27 de noviembre de 1945) fue un pintor español. Destacó principalmente como muralista, ámbito en el que recibió numerosos encargos de decoración tanto de edificios públicos como privados, con un notable éxito internacional.

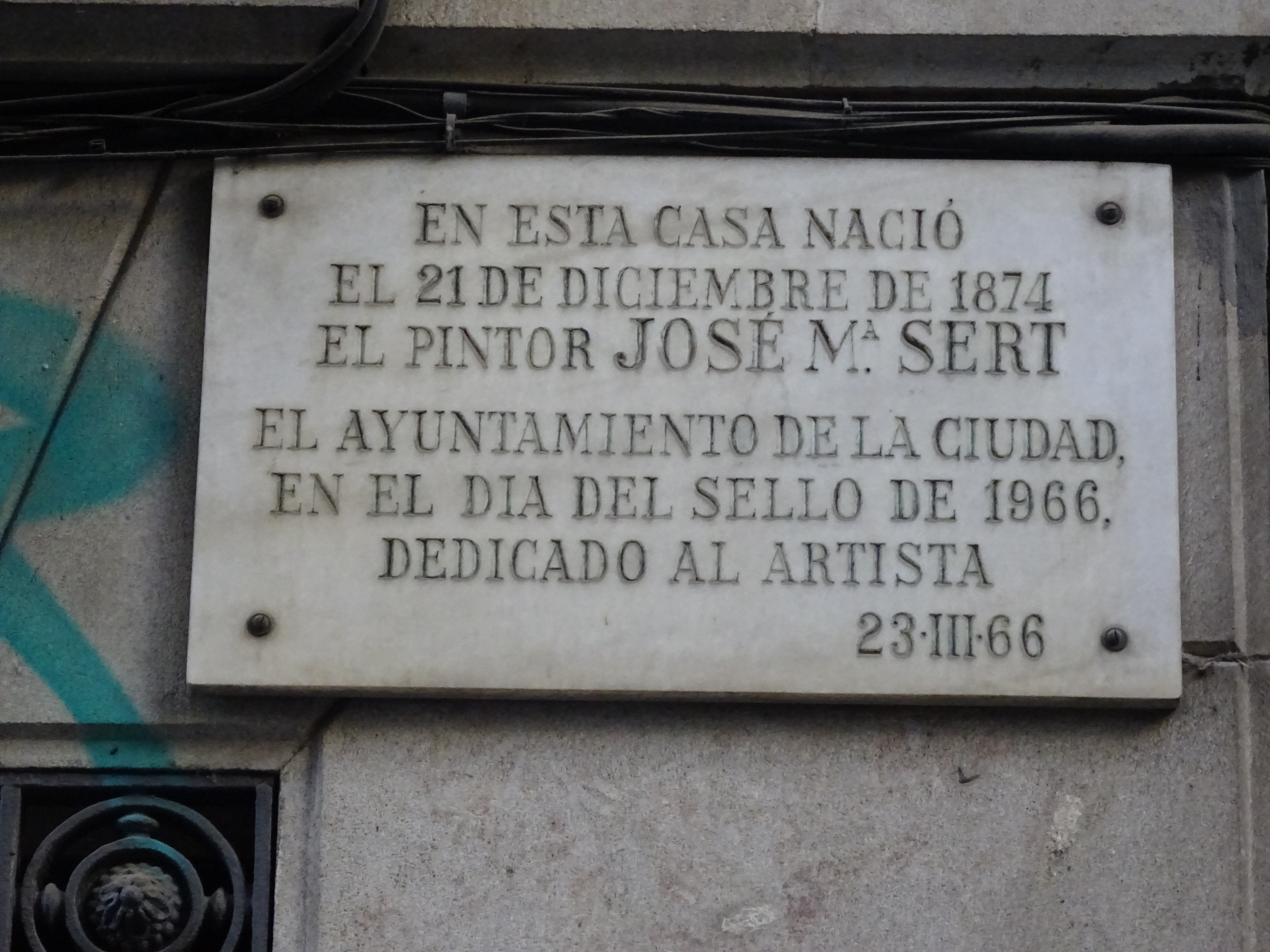
Placa situada en la casa donde nació el pintor.

## Biografía
José María Sert nació en Barcelona en 1874, en el seno de una familia de ricos industriales textiles. Estudió en un colegio de jesuitas, para pasar luego a la Escuela de Artes y Oficios de Barcelona (en la Lonja de Mar) y a diversas academias particulares de pintura: la de Pere Borrell del Caso, ebanista de profesión y que le introdujo en el trabajo artesanal; y la de Alexandre de Riquer, pintor cercano a los movimientos prerrafaelita y simbolista. Riquer fue uno de los fundadores del Cercle Artístic de Sant Lluc, institución dedicada al fomento de las bellas artes en la que ingresó Sert. Aquí contactó con el círculo eclesiástico de aquel gremio de artistas católicos, especialmente con José Torras y Bages, obispo de Vic, quien le encargó una de sus principales obras.
En 1899 se trasladó a París, donde entró en contacto con el grupo nabí, especialmente con Maurice Denis. En la capital francesa consiguió un primer éxito con el encargo, por parte del decorador Siegfried Bing, de unos plafones decorativos para el pabellón que su establecimiento L'Art Nouveau había montado en la Exposición Universal de París de 1900. Ese mismo año recibió el encargo para decorar la catedral de Vic, y Sert hizo un viaje ese verano por Italia para conocer las grandes obras de la decoración mural. Desde entonces, Sert estuvo a caballo entre Barcelona y París, así como numerosos lugares de todo el mundo en que eran requeridos sus servicios.
Durante la Primera Guerra Mundial hizo de enlace entre el Estado francés y los fabricantes catalanes que suministraban equipamientos a los ejércitos aliados, por lo que se le concedió la Legión de Honor. Igualmente, durante la Segunda República fue agregado cultural para las artes en la embajada española en París. La destrucción de su obra de la Catedral de Vic en 1936, así como el asesinato de su amigo Jaume Serra, canónigo de Vic, hizo que se acercase al régimen franquista; pese a ello, no fue un artista especialmente favorecido por el nuevo régimen.
Sert fue uno de los artistas que intervino en las distintas operaciones destinadas a salvaguardar las obras del Museo del Prado durante la Guerra Civil, obras que fueron puestas bajo la protección de la Sociedad de Naciones en Ginebra. A mediados de febrero de 1939, fue designado junto a Eugenio d'Ors como responsable de hacer el inventario de los cuadros y otras obras de arte que allí se encontraban.
Recibió numerosos honores y reconocimientos, como el de Académico de Honor de la Real Academia de Bellas Artes de San Fernando (1929). Se casó dos veces, con Misia Godebska, la musa de los simbolistas, y con Roussadana Mdivani. Fue tío del arquitecto Josep Lluís Sert. Murió en Barcelona en 1945.

## Estilo
Sert elaboró un estilo propio, alejado de las vanguardias, por lo que no ejerció una especial influencia en el arte del momento y más bien suscitó rechazo entre los artistas más rompedores.[cita requerida] Se inspiró en la pintura manierista y barroca, especialmente Tintoretto, Veronese, Rubens, Piranesi, Solimena y Tiepolo, y recibió asimismo una gran influencia de Goya, del que cogió el gusto por la temática popular y costumbrista, con una cierta idealización del folklore español. También tuvo predilección por motivos orientalistas y primitivistas. Sert desarrolló una iconografía pintoresca, de tipos populares, con figuras gigantescas, titánicas, musculosas, en un tono sublime, monumental, grandilocuente. En los años 1920, por su contacto con los Ballets Rusos, se vinculó con el Art déco, corriente de moda en aquel momento, en la que destacó por su exotismo y su representación de motivos primitivos, introduciendo en ese estilo internacional el gusto por las representaciones regionalistas españolas. En los años 1930, destacó en su obra la temática mediterránea, realizada dentro de un estilo neobarroco. Hacia el final de su obra se centró principalmente en la representación de la figura humana, sin apenas fondos decorativos.

## Técnica
El estilo monumental de Sert se enfatiza aún más por su evolución cromática, que termina apoyándose en un predominio de la monocromía dorada. Empleaba una gama cromática limitada: oros, ocres, tierras tostadas, con toques de carmín, utilizando como fondo una rica preparación en metal, plata, panes de oro, etc. Su pintura estaba próxima a la grisalla, técnica que emplea todos los tonos del gris para obtener efectos próximos al relieve escultórico del mármol. A Sert le gustaban los colores de brillo metálico, como los de la fotografía de daguerrotipo. Disponía en la composición elementos arquitectónicos colocados en diagonal, que contribuían a dar sensación de profundidad y amplitud. Pintaba sobre lienzos que fijaba en los muros. Solía realizar bocetos y maquetas de sus decoraciones, contando con la colaboración de varios ayudantes, especialmente Miquel Massot. Su proceso de elaboración comenzaba por estudios fotográficos, a veces con grandes masas de figurantes. 

## Obra

### La Catedral de Vic

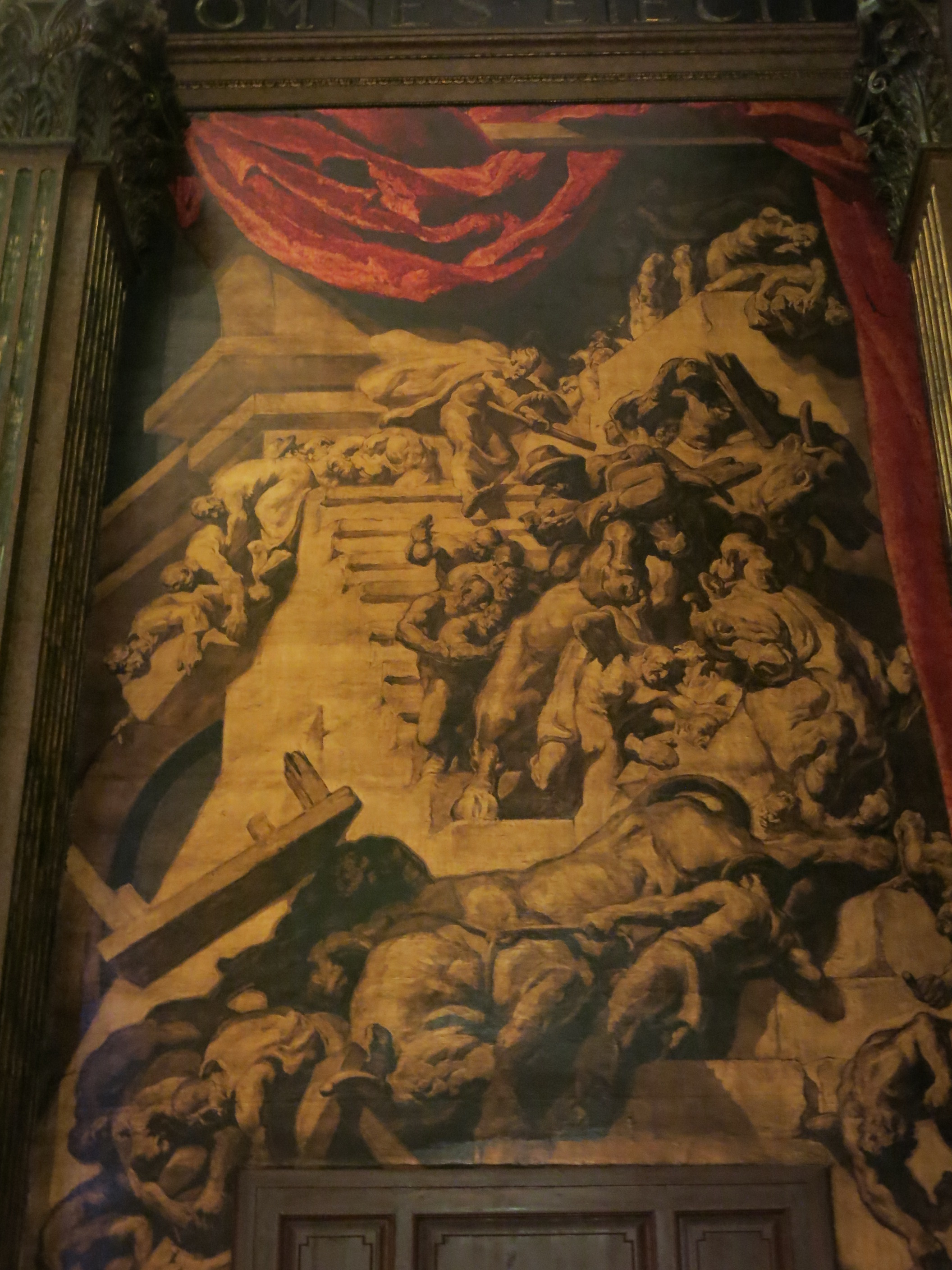
Expulsión de los mercaderes del Templo, en la catedral de Vic.

En el año 1900 Sert recibió el encargo para decorar la catedral neoclásica de San Pedro de Vic, lo que sería su gran obra y cuya realización le llevó la mayor parte de su vida. Para dicho proyecto Sert concibió una decoración que se desarrollaba por toda la catedral saliendo de detrás del altar mayor, con una temática basada en la exaltación triunfal de la Iglesia. En 1904 exhibió en su estudio parisino unos esbozos de la decoración a un grupo de amigos, y en 1905 los llevó al taller barcelonés de Ramón Casas para que sus compañeros del Cercle Artístic de Sant Lluc (Joan y Josep Llimona, Dionisio Baixeras y Antoni Gaudí), así como el obispo Torras i Bages, emitieran su dictamen. Al ser favorable, Sert firmó con el capítulo de Vic, en 1907, el contrato de la obra por un valor de 150.000 pesetas. Los proyectos habían sido mostrados en la catedral ausetana en 1905, en la Sala Parés de Barcelona en 1906, y en el Salon d'Autumne de 1907. Sin embargo, la ejecución de la obra se retrasó, y en 1912 expiró el tiempo previsto en el contrato, aunque fue prorrogado en 1915 para cinco años más. El estallido de la Primera Guerra Mundial, causa alegada por el pintor para justificar su incumplimiento, pero sobre todo la atención a compromisos más acaparadores, fueron las causas del retraso. 
Gracias a la intervención de Francesc Cambó el término fue prolongado hasta 1926, aunque unas cuantas pinturas pudieron ser ya exhibidas aquel año en el Jeu de Paume de París. En abril de 1927 se inició la instalación de las obras en los muros de la catedral, excepto el sector de la cúpula. El conjunto seguía el modelo del primer diseño, con temática relativa a la Apoteosis de la Iglesia, y refleja su etapa mediterraneísta de esos años. Sert situó en el centro del ábside a San Pedro y San Pablo, como fundadores de la Iglesia, con los evangelistas al lado; a cada lado de la nave central situó el Antiguo y el Nuevo Testamento, y en la contrafachada el Calvario, con el juicio, la crucifixión y el entierro de Jesús. Desgraciadamente, el incendio de julio de 1936 durante el transcurso de la Guerra Civil hizo desaparecer la decoración de Sert. 
Acabada la Guerra Civil, el pintor emprendió de nuevo la ornamentación mural de la seo: en esta tercera decoración, Sert varió la temática anterior, abandonando la idea de una Iglesia triunfal por un concepto del cristianismo en que la Pasión de Cristo representa la pasión de la humanidad entera; ahora será el Calvario el que ocupará el puesto central del ábside, mientras que los santos y evangelistas se convertirán en testimonios de la fe cristiana. Sert representa un ciclo alegórico de la redención del hombre, desarrollado en cuatro grupos: la condena del género humano a causa del Pecado Original, la vida y condena de Jesús, los apóstoles y evangelistas como testimonios de fe y la muerte y resurrección de Cristo. En la nueva decoración, Sert pretende fundir la arquitectura del edificio con las pinturas de tal manera que parezcan bajorrelieves, creados en el momento de hacer la catedral. Quedó solemnemente inaugurada el 15 de octubre de 1945, poco antes de su muerte.

### Obras en España

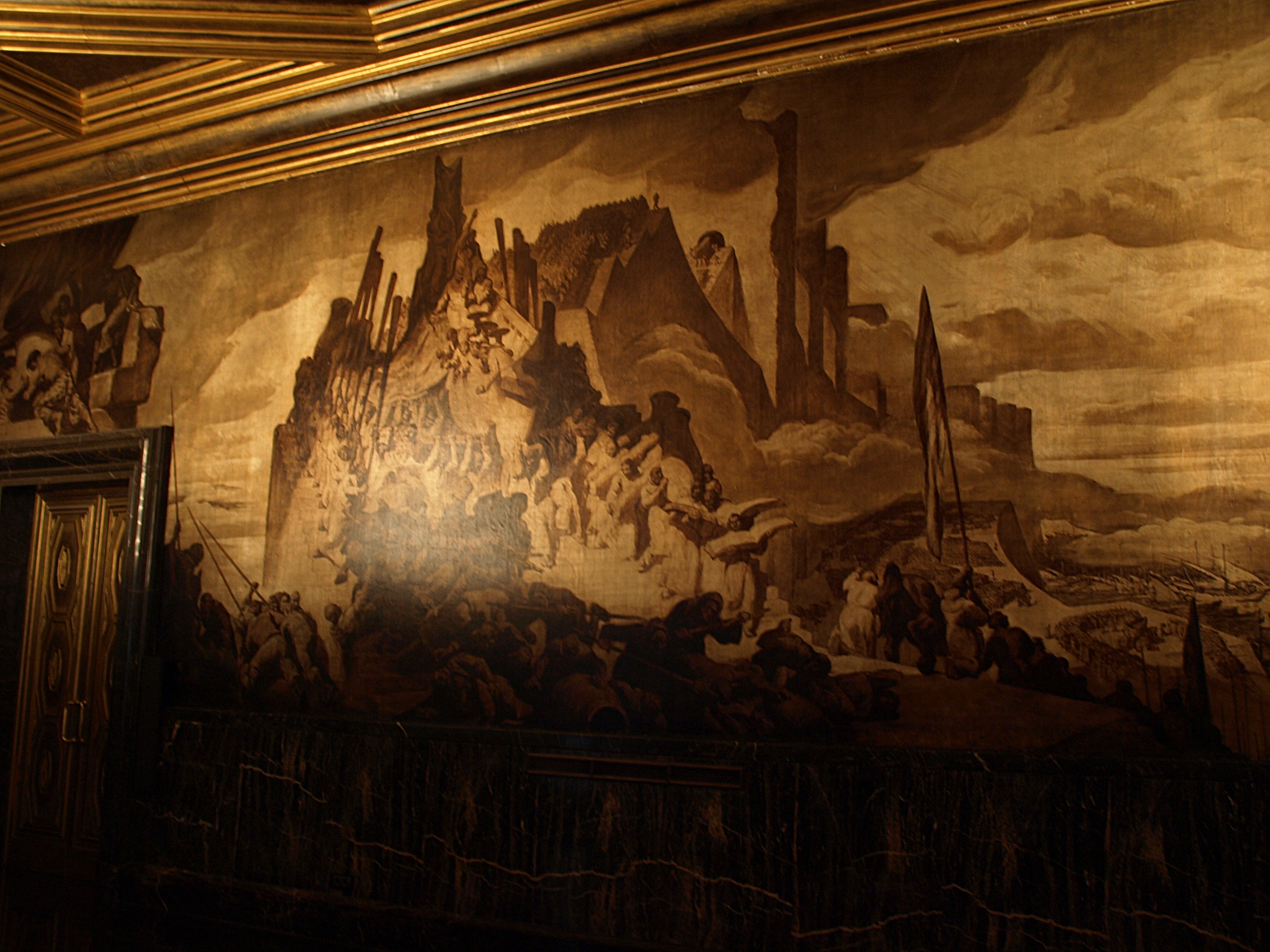
Murales en el Salón de las Crónicas de la Casa de la Ciudad de Barcelona.

Sert trabajó principalmente en el entorno de Barcelona, dejando diversas obras: la decoración del Salón de Pasos Perdidos del Palacio de Justicia de Barcelona (1908); la sala de baile de la residencia del marqués de Alella en la Rambla (1910); las alegorías de la Primera Guerra Mundial que realizó en 1917 para el millonario estadounidense Charles Deering en su residencia de Maricel de Sitges (actual Museo Maricel), de inspiración wagneriana; las pinturas de temática catalana que ejecutó en 1927 para el domicilio barcelonés de Francesc Cambó; los dos plafones sobre temas hispano-moriscos que le encargó Raül Roviralta para su finca de Santa Clotilde de Lloret de Mar (1933), etc. Destaca sobre todo el Salón de las Crónicas del Ayuntamiento de Barcelona (1929), llamado así porque el artista se inspiró en las gestas de los catalanes en Oriente descritas en las crónicas de Ramón Muntaner y Bernat Desclot; está formado por doce escenas sobre la historia de los almogávares, de carácter monumental, con un marcado estilo mediterraneísta.
El patio de operaciones de la sucursal de Barcelona del Banco de España también alberga dos murales de considerable tamaño realizados por el artista.
Fuera de Cataluña, Sert pintó para el comedor de los marqueses de Salamanca en Madrid (1920) la serie de imágenes en sanguina titulada Alegoría de las ciudades españolas, actualmente situada en el Congreso de los Diputados, así como: el tocador de la reina Victoria Eugenia en el Palacio de la Magdalena en Santander; el oratorio del Palacio de Liria de los duques de Alba en Madrid (1932); y muy especialmente los muros del antiguo convento de San Telmo en San Sebastián (1934), destinado a museo y que el artista decoró con temas alusivos a la historia de Guipúzcoa y a las gestas de los guipuzcoanos, salvo el ábside donde aparecen el martirio de San Sebastián y San Telmo como patrón de los marinos salvando unas barcas del naufragio. Los lienzos fueron restaurados con motivo de la ampliación del Museo San Telmo en 2011.
Asimismo, el financiero Juan March encargó a Sert la ornamentación de su residencia madrileña (1942) y de su palacio de Palma de Mallorca (1944).

### Obras en el extranjero
Sert recibió numerosos encargos en su segunda ciudad de residencia, París: uno de sus primeros trabajos decorativos fue el salón de música del domicilio parisino de los príncipes de Polignac (1910), al que siguieron el comedor del palacete de la condesa de Bearn (1911), la residencia de Luis de Errazu (1912), el pabellón de caza del barón Rothschild en Chantilly (1920), la escalera de honor del palacete de la duquesa de Elchingen (1922), el salón de Maurice Wendel (1924) y el de la rica residencia de la viuda del diplomático Philippe Berthelot (1938).
Sert también destacó como decorador teatral para la compañía de Diaghilev en ballets como La leyenda de José (1914), Los jardines de Aranjuez (1918) y Le astuzie femminili (1920), e hizo los decorados para la ópera de Granados Goyescas representada en la Scala de Milán. Sus escenografías para los Ballets Rusos estaban vinculadas al art déco, corriente de moda en aquel momento, que Sert adoptó durante una década, aproximadamente.
Fuera de Francia, pintó el domicilio del barón Becker en Bruselas (1930); el palacio del príncipe Mdivani en la antigua abadía de San Gregorio de Venecia (1935); la Kent House, residencia londinense de sir Saxton Noble (1913); la Coombe Court, propiedad de lady Ripon (1915); el castillo de Lympne, de sir Philip Sassoon, en Folkstone (1915); el comedor del castillo de Wretham Hall (1919), también perteneciente a sir Saxton Noble; y el salón de baile de la casa señorial en Londres de otro antiguo cliente, sir Philip Sassoon (1924). Esta última mansión fue demolida, pero los paneles pintados por Sert se salvaron y actualmente se exhiben en el MNAC de Barcelona.
También recibió Sert encargos del otro lado del Atlántico: en Buenos Aires decoró el Palacio Errázuriz (1922), el Palacio Pereda (1932) y la residencia de Corina Kavanagh (1938). En Estados Unidos recibió importantes tareas de decoración: el salón de música de la casa Cosden en Palm Beach, Florida (1924); nueve plafones para Harry Phips en Pittsburgh (1924); la decoración del rascacielos Rockefeller Center (1931-1941), con una temática exaltadora del progreso y la sociedad norteamericana; y especialmente quince plafones con temas españoles para un lujoso comedor del hotel Waldorf Astoria de Manhattan (1929-1931), que a partir de entonces se llamó Sala Sert, mostrando diversas escenas basadas en el folklore español: El forzudo, Bailarines, Caballerías, Trapecios, Guitarras y bandurrias, Funámbulos, Castellers, La siesta, Las bodas de Camacho, Los borrachos, La charanga, La buenaventura, Saltacarnero, Los toros y El astrólogo. Estas pinturas fueron retiradas por una remodelación del hotel en 1972, y actualmente son propiedad del Banco Santander Central Hispano. Se expusieron en préstamo en el edificio El Sucre de Vich, y en fecha reciente se han trasladado al museo del citado banco sito en Boadilla del Monte.
Por mediación de Salvador de Madariaga, Sert se encargó de la ornamentación de la gran Sala del Consejo del Palacio de la Sociedad de Naciones en Ginebra (1935-1936), desarrollando una serie de alegorías de la Guerra y la Paz, del Progreso de la Humanidad, de la Justicia y del Derecho internacional. El plafón central es una alegoría de los continentes, representados por cinco figuras gigantescas que destruyen un arco, símbolo de la guerra; a los lados se muestran las consecuencias de la guerra, con la doble versión de vencedores y vencidos, y en los extremos las alegorías de la paz muerta y la paz resucitada; en los laterales se representan los éxitos de la humanidad y las virtudes que los guían; en el techo, el derecho internacional representado por la lección impartida por Francisco de Vitoria en la Universidad de Salamanca y que ha de conseguir la unión de los cinco continentes, cinco gigantes que unen sus manos formando una corona de brazos justo en medio de la sala. Irónicamente, la inauguración tuvo lugar en octubre de 1936, en plena Guerra Civil. Sert exhibió en el pabellón de la Santa Sede de la Exposición Internacional de París de 1937 una obra alusiva a la tragedia española, La intercesión de Santa Teresa en la Guerra Civil española.

## Recuperaciones
Durante el año 2012, hubo tres exposiciones en torno a su obra y su modo de preparar los murales: en el Museo de San Telmo, de San Sebastián, en la Galería del Jeu de Paume, de París, y en el Museo Nacional de Escultura, de Valladolid (esta última prolongada hasta comienzos de 2013).